# Lachesis melanocephala
Lachesis melanocephala is een slang uit de familie adders (Viperidae) en de onderfamilie groefkopadders (Crotalinae). Deze soort komt voor in het zuiden van Midden-Amerika.

## Naam en indeling
De wetenschappelijke naam van de soort werd voor het eerst voorgesteld door Alejandro Solórzano en Luis Cerdas in 1986. Oorspronkelijk werd de wetenschappelijke naam Lachesis muta melanocephala gebruikt en werd de slang beschouwd als ondersoort van de bosmeester (Lachesis muta).
De soortaanduiding melanocephala betekent vrij vertaald 'zwarte kop'; cephalon = kop en melano = zwart.

## Verspreiding en habitat
Lachesis melanocephala komt voor in Pacifische laaglandregenwoud in delen van Midden-Amerika en leeft van het zuidwesten van Costa Rica en het westen van Panama. De soort vervangt in dit gebied de nauw verwante Lachesis stenophrys, die de overige delen van zuidelijk Midden-Amerika bewoont. De soort is aangetroffen op een hoogte van ongeveer dertien tot 1330 meter boven zeeniveau.

## Uiterlijke kenmerken
Lachesis melanocephala is een grote slang die een lichaamslengte bereikt tot meer dan twee meter, uitschieters kunnen tot 3,9 meter lang worden. De staart is zeer kort en bedraagt ongeveer 10% van de lichaamslengte, de staart eindigt is een doornachtige punt. De kop is breed en stomp en is duidelijk te onderscheiden van het lichaam door de aanwezigheid van een insnoering. De bovenzijde van de kop is altijd geheel zwart, hieraan de slang te onderscheiden van andere soorten.
De slang heeft 36 tot 40 rijen schubben in de lengte op het midden van het lichaam en 209 tot 216 schubben aan de buikzijde. Onder de staart zijn 43 tot 56 staartschubben aanwezig.

## Levenswijze
De adder leeft van knaagdieren en dan vooral stekelratten (Echimyidae). De vrouwtjes zetten eieren af en zijn niet eierlevendbarend zoals de meeste groefkopadders. Per legsel worden tien tot twaalf eieren afgezet, die na ongeveer twee maanden uitkomen. De slang is zeer giftig, zelfs bij een snelle medische behandeling sterft driekwart van de slachtoffers. Het gif zorgt voor een extreem snelle bloedklontering.